# Johann Hartwig Ernst von Bernstorff-Gyldensteen
Johann Hartwig Ernst Lehnsgraf von Bernstorff-Gyldensteen, meist Hans Hartwig Ernst Graf von Bernstorff-Gyldensteen, dänisch Johan Hartvig Ernst lensgreve Bernstorff-Gyldensteen (* 18. Januar 1815 auf Schloss Frederiksborg; † 7. Januar 1898 in Wotersen) war ein dänisch-deutscher Gutsbesitzer und Abgeordneter der Lauenburgischen Ritter- und Landschaft.

## Leben

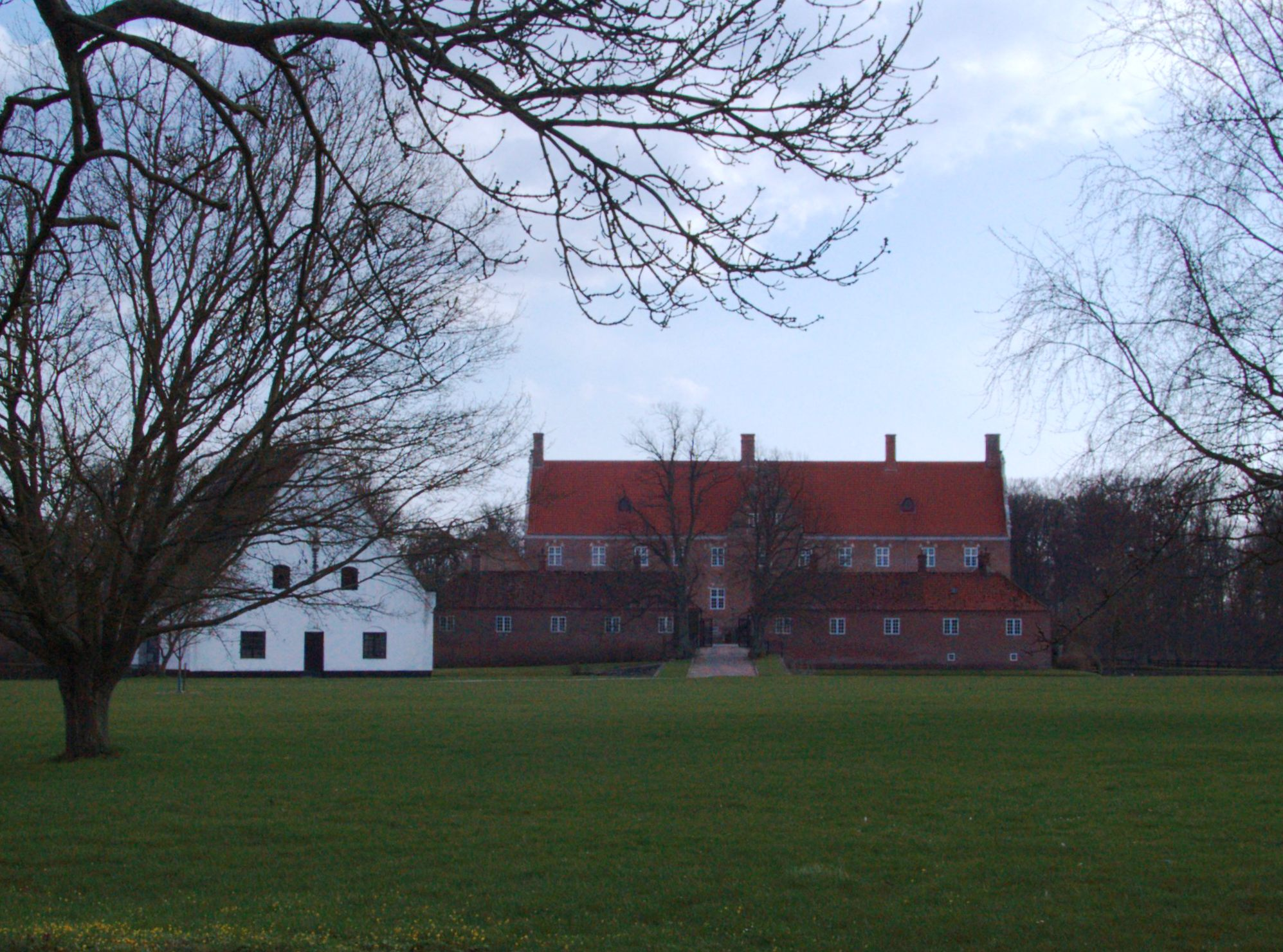
Gyldensteen

Johann (Hans) Hartwig Ernst von Bernstorff entstammte dem ursprünglich mecklenburgischen Uradelsgeschlecht von Bernstorff. Er war ein Nachkomme des gleichnamigen dänischen Außenministers Johann Hartwig Ernst von Bernstorff (1712–1772). Seinem Vater, dem dänischen Kammerherrn und Landrat Erich von Bernstorff (1791–1837) wurde 1828 wegen des Erbes der dänischen Lehnsgrafschaft Gyldensteen die dänische Namen- und Wappenvereinigung zu Bernstorff-Gyldensteen gestattet. Am 6. August 1873 wurde dies auf Johann Hartwig Ernst, seinen ältesten Sohn, und diejenigen Nachkommen des Mannesstammes ausgeweitet, die in den Besitz der Lehnsgrafschaft Gyldensteen gelangen würden. Seine Mutter war Anna Alette Christiane, geb. Arctander, (* 12. Oktober 1792 in Kopenhagen; † 10. Februar 1825 in Wotersen). Nach dem frühen Tod seiner Mutter heiratete sein Vater in zweiter Ehe Charlotte, geb. Gräfin von Kielmansegg aus dem Haus Gülzow (* 21. Mai 1797 in Hannover; † 11. September 1865 in Lauenburg/Elbe).

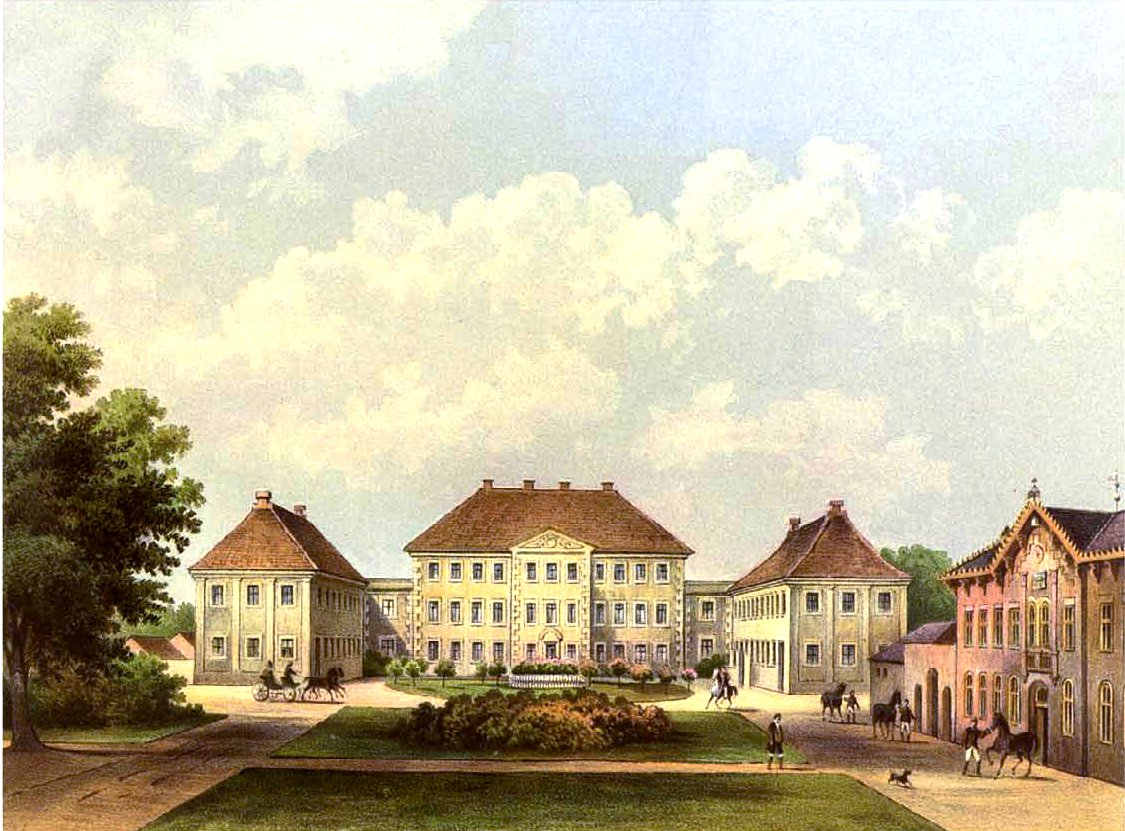
Wotersen Mitte des 19. Jahrhunderts (Sammlung Duncker)

Der Familienbesitz umfasste in Dänemark die am 8. April 1720 errichtete Lehnsgrafschaft Gyldensteen mit Sandagergaard, Oregaard, Hugget, Harritslevgaard, Uggerslevgaard, Gerstrup und Eritsholm (zusammen 2588 Hektar) im Nørre Sandager Sogn auf Fünen, Dänemark, zusammen mit einem Fideikommisskapital von 2.871.818 dänische Kronen, sowie die Fideikommissgüter Wotersen und Lanken (heute Ortsteil von Elmenhorst (Lauenburg)) im Herzogtum Lauenburg und 337 Demat Land in Hetlingen Neuer Koog im Herzogtum Holstein (zusammen 2195 Hektar).
Mit dem Tod seines Vaters am 4. Oktober 1837 trat Hans Hartwig Ernst von Bernstorff sein Erbe an. In Wotersen gestaltete er den Park als Englischen Landschaftsgarten um.
1860 wurde er von den Besitzern der landtagsfähigen Gütern des Herzogtums zu einem ihrer fünf ritterschaftlichen Abgeordneten in der 1853 vom dänischen König reformierten Lauenburgischen Ritter- und Landschaft gewählt. Durch die Folgen des Deutsch-Dänischen Kriegs und der Gasteiner Konvention verlor diese zunächst noch weiter bestehende Körperschaft jedoch an Einfluss. Sie richtete ihre Kräfte auf eine möglichst umfassende Sicherung der lauenburgischen Sonderrechte bei der Eingliederung in Preußen. Mit der Errichtung des Lauenburgischen Landeskommunalverbands waren diese Bemühungen zumindest teilweise erfolgreich. Obwohl dänischer Lehnsgraf und noch im Dezember 1863 zum Ritter vom Dannebrog ernannt, akzeptierte Bernstorff den Ausgang des Deutsch-Dänischen Krieges und gehörte zu den frühen Befürwortern des Anschlusses Lauenburgs an Preußen. Im Oktober 1864 war es Hans von Bernstorff, der im Landtag den Antrag auf eine Personalunion des Herzogtums Lauenburg mit Preußen einbrachte. Der Antrag, „daß unter Wahrung der Selbständigkeit des Landes als eines eigenen deutschen Herzogthums und unter Gewährleistung seiner Landesverfassung das Herzogthum an Preußen kommen möge,“ wurde am 23. Oktober 1864 mit 14 gegen 4 Stimmen angenommen.
Bei der Eingliederung Lauenburgs an Preußen erhielt Bernstorf die preußischen Titel Erboberjägermeister des Herzogtums Lauenburg und Wirklicher Geheimer Rat.
Am 17. Juli 1844 heiratete Bernstorff in Drönnewitz (heute Ortsteil von Wittendörp) Anna, geb. Gräfin von Hardenberg (* 8. Juni 1824 in Drönnewitz; † 18. Februar 1905 in Hannover). Das Paar hatte zwei Töchter, Helene (* 1845) und Adele (* 1847) sowie den Sohn Hugo Kuno Georg (* 5. März 1853), der zusätzlich zum Erbe noch Raguth (heute Ortsteil von Wittendörp) erwarb. Erich Graf von Bernstorff-Gyldensteen war sein Enkel.

## Auszeichnungen
- Titel Kammerherr (Dänemark und Preußen)
- Titel Hofjägermeister (Dänemark), Erboberjägermeister (Preußen)
- Titel Wirklicher Geheimer Rat (Preußen)
- Königlicher Kronen-Orden (Preußen)
  - 3. Klasse 1865
  - 2. Klasse 1869
  - 1. Klasse 1873
- Johanniterorden, Rechtsritter 1874
- Guelphen-Orden, Ritter
- Dannebrogorden, Ritter (16. Dezember 1863)[5]